# André Cavensprijs
De André Cavensprijs (Prix André-Cavens) is een Belgische filmprijs die sinds 1976 jaarlijks wordt uitgereikt door de Unie van de Filmkritiek.
De prijs is genoemd naar de Belgische cineast André Cavens en wordt uitgereikt door de Belgische filmcritici, aan een Belgische bioscoopfilm die het best bijdroeg tot de uitstraling van de filmkunst.

## Winnaars

### Jaren 1970
- 1976: Le fils d'Amr est mort van Jean-Jacques Andrien
- 1977: In naam van de Führer van Lydia Chagoll
- 1979: Een vrouw tussen hond en wolf van André Delvaux

### Jaren 1980
- 1980: Io sono Anna Magnani (Ik ben Anna Magnani) van Chris Vermorcken
- 1981: Le Grand Paysage d'Alexis Droeven van Jean-Jacques Andrien
- 1982: Le Lit (Het bed) van Marion Hänsel
- 1983: Brussels by Night van Marc Didden
- 1985: Permeke van Patrick Conrad en Henri Storck
- 1986: Het gezin van Paemel van Paul Cammermans
- 1987: Urs al-jalil (Huwelijk in Galilea) van Michel Khleifi
- 1988: L'Œuvre au noir (De terugkeer naar Brugge) van André Delvaux

### Jaren 1990
- 1990: Monsieur van Jean-Philippe Toussaint
- 1991: Toto le héros van Jaco Van Dormael
- 1992: C'est arrivé près de chez vous van Rémy Belvaux, André Bonzel en Benoît Poelvoorde
- 1993: Just Friends van Marc-Henri Wajnberg
- 1994: La Vie sexuelle des Belges 1950-1978 van Jan Bucquoy
- 1995: Manneken Pis van Frank Van Passel
- 1996: La Promesse van Luc en Jean-Pierre Dardenne
- 1997: Le Rêve de Gabriel van Anne Lévy-Morelle
- 1998: Rosie van Patrice Toye
- 1999: Rosetta van Luc en Jean-Pierre Dardenne

### Jaren 2000
- 2001: No Man's Land (Ničija zemlja) van Danis Tanović
- 2002: Le Fils van Luc en Jean-Pierre Dardenne
- 2003: Après la vie, Cavale en Un couple épatant van Lucas Belvaux
- 2004: La Femme de Gilles van Frédéric Fonteyne
- 2005: L'Enfant van Luc en Jean-Pierre Dardenne
- 2006: Vidange perdue van Geoffrey Enthoven
- 2007: Nue Propriété van Joachim Lafosse
- 2008: Eldorado van Bouli Lanners
- 2009: Unspoken van Fien Troch

### Jaren 2010
- 2010: Mr. Nobody van Jaco Van Dormael
- 2011: Rundskop van Michaël R. Roskam
- 2012: À perdre la raison van Joachim Lafosse
- 2013: Kid van Fien Troch
- 2014: Deux jours, une nuit van Luc en Jean-Pierre Dardenne
- 2015: Le Tout Nouveau Testament van Jaco Van Dormael
- 2016: L'Économie du couple van Joachim Lafosse
- 2017: Home van Fien Troch
- 2018: Girl van Lukas Dhont
- 2019: Nuestras madres van César Díaz

### Jaren 2020
- 2020: Adoration van Fabrice Du Welz
- 2021: Un monde van Laura Wandel
- 2022: Close van Lukas Dhont